# 电子天平

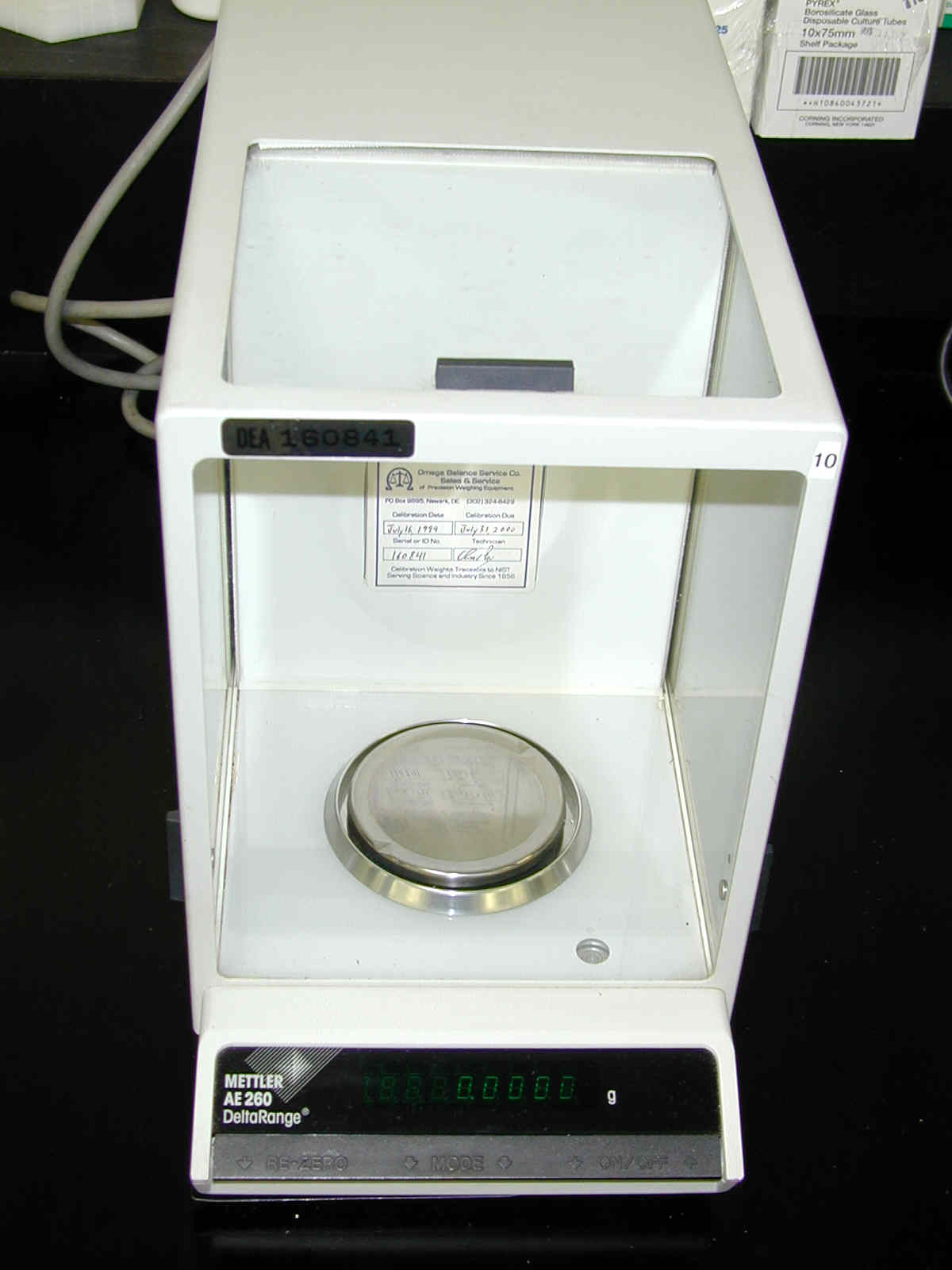
电子分析天平。

电子天平是天平中最新发展的一类天平，是化学实验室常用称量仪器之一。它具有称量快捷，使用方法简便等优点。目前使用的主要有顶部承载式和底部承载式两种。电子天平的称重原理主要有电磁平衡和电阻应变两种，前者是通过电磁平衡原理来测量，后者通过电阻丝的形变导致的惠斯通电桥原理来测量。
电子分析天平是电子天平的一类，通常读数精度为0.1mg。通常电子分析天平外面都有防风罩包围以保证精确度。

## 使用方法
以电子分析天平为例：
1. 关上天平侧门，轻按天平面板上的归零键（Tare），电子显示屏上出现0.0000g闪动。待数字稳定后，表示天平已稳定，进入准备称量状态。
2. 打开天平侧门，将盛有化学样品的器皿或纸放到物品托盘上，关闭天平侧门。待电子显示屏上的数字稳定下来，读取数字，即为样品的称量值。
3. 打开天平侧门，取出样品，关上天平侧门，将数字归零。